# Charles-Olivier Carbonell
Pour les articles homonymes, voir Carbonell.
 (mai 2019).
Si vous disposez d'ouvrages ou d'articles de référence ou si vous connaissez des sites web de qualité traitant du thème abordé ici, merci de compléter l'article en donnant les références utiles à sa vérifiabilité et en les liant à la section « Notes et références ».
Charles-Olivier Carbonell, né le 20 avril 1930 à Pézenas et mort le 2 janvier 2013 à Montpellier, est un historien français, spécialiste d'histoire contemporaine.

## Biographie
Très tôt orphelin de mère, Carbonell passe son enfance et son adolescence en Algérie, où son père, remarié, est professeur. De retour en France, il fait ses études supérieures à Toulouse.
Agrégé d'histoire puis docteur en histoire en 1972, il enseigne à Dax puis à Toulouse, à l'université Toulouse II-Le Mirail où sa première épouse, Yvette Carbonell-Lamothe est professeur d'Histoire de l'Art. En 1977, il est nommé professeur à l'université Montpellier III où il reste jusqu'à sa retraite, en 1998. Il est alors remplacé par son élève, Christian Amalvi.
Il repose au cimetière de Calvisson, où son épouse Jocelyne Bonnet est adjointe au maire.

## Publications
- Les Grandes civilisations, Paris, Delagrave, 1962.
- Le Grand Octobre russe : la révolution inimitable, Le Centurion, 1967.
- Histoire et historiens, une mutation idéologique des historiens français, 1865-1885, Privat, 1976.
- Historiographie du catharisme, Privat, 1979.
- L'Historiographie, P.U.F., coll. « Que sais-je ? » N° 1966, 1981
- L'autre Champollion: Jacques-Joseph Champollion-Figeac, 1778-1867, Presses de l'Institut d'études politiques de Toulouse, 1984, 331 pages.
- Les temps de l'Europe, Conseil de l'Europe, Strasbourg, 1993.
  - Tome 1 : Les Temps traditionnels et historiques
  - Tome 2 : Les Temps mythiques
- Les Sciences historiques d'Hérodote à nos jours, Larousse, 1994.
- De l'Europe : identités, mémoires et mémoire, Presses universitaires Sciences sociales de Toulouse, 1996.
- Une histoire européenne de l'Europe (2 volumes), Privat, 1999.
- Les grandes dates du XXe siècle, PUF, coll. « Que sais-je ? », 2002.  (ISBN 978-2130528319)